# Plagiolepis lucidula
Plagiolepis lucidula é uma espécie de formiga do gênero Plagiolepis, pertencente à subfamília Formicinae.